# Margot Berghaus
Margot Berghaus (* 18. Januar 1943 in Kleve) ist eine deutsche Sozial- und Kommunikationswissenschaftlerin, die auch als Künstlerin tätig ist.

## Leben
Nach ihrem Studium an den Universitäten Bonn, Freiburg und Hamburg (1971 Promotion über Thomas Mann) und der Habilitation 1982 in Soziologie forschte sie am Hans-Bredow-Institut für Rundfunk und Fernsehen. Von 1986 bis 2006 war sie Professorin für Medien- und Kommunikationswissenschaft an der Universität Mannheim, daneben zeitweise Direktorin am Medien Institut Ludwigshafen.
Seit 2007 betätigt sich Berghaus sich künstlerisch, indem sie Mensch-Tier-Beziehungen in Fotomontagen und Gemälden in Szene setzt.

## Schriften
- Luhmann leicht gemacht. Eine Einführung in die Systemtheorie. 4. überarbeitete und ergänzte Auflage, Böhlau Verlag, Köln/Wien 2022, ISBN 978-3-8252-5773-6.
- Interaktive Medien – interdisziplinär vernetzt. Westdeutscher Verlag, Opladen 1999, ISBN 978-3-531-13368-3 (als Herausgeberin).
- Wege zum Sozialen: 90 Jahre Soziologie in Hamburg. Leske + Budrich, Opladen 1988, ISBN 978-3-8100-0595-3.
- Partnersuche – angezeigt. Zur Soziologie privater Beziehungen. Ullstein, Frankfurt am Main 1985, ISBN  978-3-548-34294-8 (Habilitationsschrift).
- Versuchung und Verführung im Werk Thomas Manns. Universität Hamburg 1971 (Dissertation).